# Siergiej Diemirdży
Diemirdży (Sulejman) Etemowicz Diemirdży, ros. Сергей (Сулейман) Этэмович Демирджи, gr. Σουλεϊμάν Δεμιρτζής (ur. 10 lutego 1940 w miasteczku Szyłkar, w obwodzie aktobskim, Kazachska SRR, ZSRR) – rosyjski piłkarz pochodzenia greckiego, grający na pozycji bramkarza, trener piłkarski.

## Kariera piłkarska
Kiedy został powołany do wojska grał w reprezentacji Turkmenistańskiego Okręgu Wojskowego. W 1961 roku rozpoczął karierę piłkarską w drużynie rezerw CSKA Moskwa. W 1962 został zaproszony do Paxtakoru Taszkent, ale zagrał tylko raz w pierwszej drużynie, dlatego w następnym roku grał w klubie Sielmaszewiec Chirchiq, a w 1964 w Energetiku Duszanbe. Latem 1964 przeniósł się do Torpeda Tomsk, w którym występował przez 3 lata. W 1967 bronił barw Irtyszu Omsk. W 1968 i 1969 ponownie grał w tomskim i omskim klubach. W 1970 przeszedł do Awtomobilista Krasnojarsk, w którym występował do zakończenia kariery piłkarskiej w 1971 roku.

## Kariera trenerska
Po zakończeniu kariery piłkarskiej rozpoczął pracę szkoleniową. W 1977 i 1986 prowadził Awtomobilist Krasnojarsk. W 1977 w znak protestu przeciwko sędziowaniu wybiegł na boisko i rzucił się z pięściami na grającego trenera gospodarzy Władimira Korsunowa. W wyniku nastąpiła grupowa bijatyka z przedstawicielami obu klubów. Komitet Sportowy zdyskwalifikował obu trenerów do końca sezonu. Na początku lat 90 prowadził klub Angara Boguczany, ale ze względu finansowych w 1993 klub został rozwiązany